# Cổ kính ký
Cổ kính ký (chữ Hán: 古鏡記) là tiểu thuyết truyền kỳ thời Đường, có thuyết nói tác giả là Vương Độ.

## Tổng quan

### Cốt truyện
Cổ kính ký kể lại vào năm Đại Nghiệp thứ bảy (611), nhân vật chính trong truyện là Vương Độ có được chiếc gương thần ở nhà Hầu sinh (侯生), gương đó bắt được ma quỷ yêu quái xuống, sau em là Vương Tích (王績) đi chơi xa, mượn làm vật tùy thân, cũng dùng giết được nhiều ma quái, bao gồm cả thụ yêu và hồ ly tinh. Về sau Tích trở về Trường An, đem chiếc gương này trả lại cho anh mình. Năm Đại Nghiệp thứ mười ba (617) thì gương thần đột nhiên biến mất trong hộp.

### Nhận định
Cổ kính ký là tác phẩm tiên phong về truyện truyền kỳ đời Đường, có dư phong chí quái thời Lục Triều, đồng thời miêu tả tinh tế đối thoại giữa các nhân vật. Tác giả của cuốn sách này không rõ, lời tựa sách Đới thị quảng dị ký (戴氏广异记) của Cố Huống thời Đường cho rằng Cổ kính ký là tác phẩm của Vương Độ, nhưng không có bằng chứng xác thực. Thái Bình quảng ký (太平广记) quyển 230 cũng có chép chuyện này.
Cổ kính ký bao gồm mười hai câu chuyện độc lập, tất cả đều liên quan đến chiếc gương cổ, vì vậy mà được Triều Công Vũ thời Tống xếp vào mục Thư loại (類書) trong Quận Trai độc thư chí (郡斋读书志). Cổ kính ký dài khoảng 3.000 chữ Hán, kế thừa tiểu thuyết chí quái thời Lục Triều, đồng thời mở ra một phong cách mới vào thời Đường. Cổ kính ký có lẽ là một số lời đồn đại phổ biến vào thời điểm đó, những cuốn sách như Tùy Đường gia thoại (隋唐嘉话), Dị văn lục (异闻录), Tùng song lục (松窗录) đều có nói về chiếc gương báu này.